# Borgin (Vágur)
Borgin (Vágur) è un rilievo alto 570 metri sul mare situata sull'isola di Suðuroy, situata nell'arcipelago delle Isole Fær Øer, in Danimarca.